# 中提琴協奏曲 (巴托克)
巴托克中提琴協奏曲，作品號Sz. 120（或BB 128），乃是受中提琴演奏家威廉·普里姆罗斯委託而作，屬於作曲家生涯末期的代表性作品之一。

## 背景
普里姆罗斯深受巴托克第2號小提琴協奏曲的錄音（由耶胡迪·梅纽因演奏）感動，於1944年冬季同他表達委託創作的意願:29。起初，巴托克因自己對中提琴的性能不夠了解，而欲推辭，後來則折服於普氏的演奏下，進而應允寫作。
兩人對創作期程有非常具體的規劃，首先便約定將在1945年10月完成:30。巴托克當時居於紐約薩拉奈克湖，9月時，他完成了作品的草稿版本。「你的中提琴協奏曲已經大致完成草稿，只需要去完成製譜的工作。」（9月8日致普氏信:31）不過，根據後來對信件、曲譜草稿的研究，巴托克事實上落後於他所規劃的進度，遺稿中可發現多處的塗改，且當中有部分並非出自本人之手。管弦樂配器亦未完成，僅在鋼琴伴奏譜當中留有部分的註記:31。
巴托克在創作期間持續與白血病對抗，但他的症狀已十分嚴重，並不幸於1945年9月26日逝世。作品由他的學生，亦是中提琴演奏家的瑟爾利·堤珀接手完成:31。

### 首演
1945年12月2日，普里姆罗斯（中提琴），多拉蒂·安塔尔指揮明尼苏达交響樂團

### 出版
- 瑟爾利·堤珀版本，1950年，博浩出版社
- 巴托克·彼得（Bartók Péter）版本，1955年[註 1]
- Csaba Erdelyi[譯名請求]版本，1992年
- 大提琴改編版本（瑟爾利·堤珀）[註 2][5]

## 分析

### 說明
本曲共三樂章，採不間斷演奏，通常的演奏時間約廿五分。
1. 中板
2. 慢板
3. 快板

第1樂章
奏鳴曲式。
第2樂章
三段體。
第3樂章
輪旋曲式。

## 外部連結
- 巴托克中提琴協奏曲：国际乐谱典藏计划上的乐谱